# گاما (دهانه)
گاما یک دهانه برخوردی در ماه است.